# Torre Alemanna
Le complexe de Torre Alemanna est situé à 18 km de Cerignola, province de Foggia dans les Pouilles,. 
Le site se trouve le long de la route provinciale de Candela, au carrefour de deux voies de communication importantes tombant sur l'itinéraire des chemins de moutons servant à la transhumance. Il est actuellement intégré au hameau rural appelé Torre Alemanna-Borgo Libertà, fondé en 1951 par l'Agence pour le développement de l'irrigation et de la transformation des terres des Pouilles et de la Lucanie.

## Historique

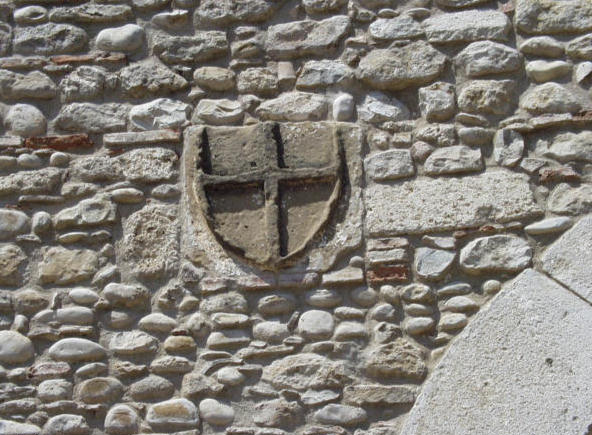
Blason des ChevaliersTeutoniques sur la façade extérieure

Le nom de Torre Alemanna apparaît, comme référence topographique, dans un document du Code diplomatique de Barletta de 1334. Dans la délimitation des limites d'une propriété, il est fait référence à une viam qua itur a Turri de Alamagnis. Dans les documents ultérieurs, mais aussi dans la cartographie de l'époque moderne, le lieu est souvent mentionné avec le toponyme Torre de la Manna. 

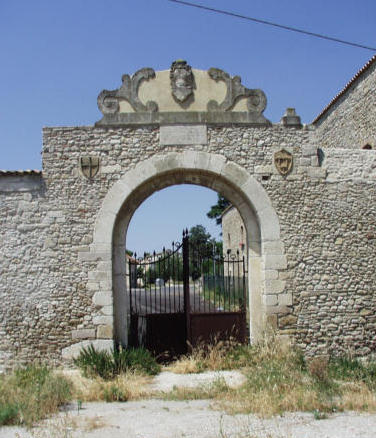
Portail d'accés

Il convient de rappeler qu'à une courte distance de la Torre Alemanna se trouve le Mont Maggiore, lieu où eut lieu la bataille de Montemaggiore en 1041, avec les Normands et les Lombards qui vainquirent les forces de l'Empire Byzantin.

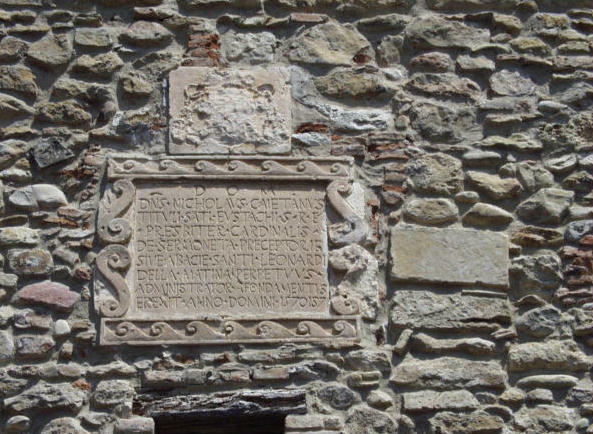
Épigraphe placée sur une façade du complexe, qui commémore l'abbé commendataire, le cardinal Caetani.

Le nom d'Alemanna fait également référence à ses fondateurs, les Chevaliers Teutoniques, à qui Frédéric II fit don (comme l'attestent des documents du XIIIe siècle) de terres près de Corneto, un ancien village médiéval (détruit en 1349, lors des guerres dynastiques qui opposèrent Jeanne Ire de Naples et Charles III de Naples), dont les vestiges se trouvent en effet à un peu plus d'un kilomètre du complexe. Le complexe de Torre Alemanna est considéré par les historiens comme la zone humide teutonique la plus florissante des Pouilles. Centre si riche (entre les XIVe et XVe siècles, il possédait plus de 2 800 ha de terres) qu'avec son élevage et sa production céréalière, il faisait également vivre San Leonardo di Siponto, dont il dépendait, et les autres colonies des Pouilles ayant une importance stratégique et politique. En 1483, la totalité de la possession fut cédée par les Chevaliers à l' Église qui, la transformant en Commanderie consistoriale, la géra par l'intermédiaire de procurateurs. Quelques décennies plus tard, en 1525, Leandro Alberti décrit le monument comme une destination de pèlerinage pour d'anciens prisonniers qui apportaient des ex-voto en l'honneur de San Leonardo, mais au moment de la visite, le complexe semblait être dans un état d'abandon et à risque de ruine. Il semble très probable qu'à cette époque la communauté de Torre Alemanna ait connu une phase de transition de nature à déterminer un processus de dégradation et de transformation de la structure originale, telle qu'elle s'était stratifiée au cours des XIIIe et XIVe siècles. Vers le troisième quart du XVIe siècle, on note l'activisme du cardinal Niccolò Caetani de Sermoneta, qui commença en 1570 les travaux de construction du Palazzo dell'Abate' dans l'aile sud du complexe. Une visite pastorale en 1693 nous donne le image du complexe à la fin du XVIIe siècle : à côté du manuscrit qui décrit l'usage prévu des différentes pièces du complexe, une estampe est conservée avec la représentation des différentes structures et la légende descriptive associée. l'époque du cardinal Pasquale Acquaviva d'Aragona lorsque, à la suite de l'événement sismique de 1731, son avocat Diego Ingellis construisit la suggestive loggia en 1750 (Fig.1) qui relie le Palazzo dell'Abate à la tour et à l'entrée principale au sud-est (Fig.2). En 1865, il fut vendu comme propriété de l'État et les rénovations ultérieures ne modifièrent pas considérablement l'image du corps principal du complexe immobilier. 

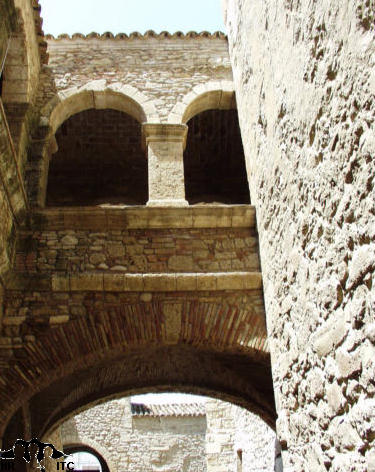
Fig.1:Détail de la loggia interne du complexe Torre Alemanna

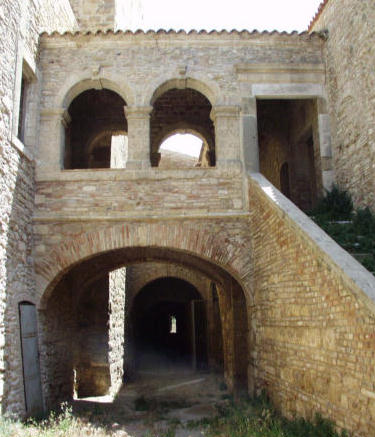
Fig.2:Le passage couvert par une loggia qui relie le palais abbatial au bâtiment de la Tour

Dans la période d'après-guerre, c'est le complexe agricole qui a subi les plus grands dégâts, en raison de la négligence, d'une utilisation imprudente et, surtout, de la transformation radicale du site. En effet, dans les années 1950, l'Autorité pour le développement de l'irrigation et la transformation des terres des Pouilles et de Lucanie a fondé un nouveau village appelé Borgo Libertà (it), en démolissant certains parties du complexe agricole. De l'ancien quadrilatère, qui constituait toute la ferme construite autour de la tour, une partie des bâtiments reste aujourd'hui visible et bien conservée, seuls quelques bâtiments ayant complètement disparu sur les côtés ouest et nord, correspondant respectivement aux anciens garages pour les voitures et le jardin, comme l'illustre l'estampe susmentionnée de la fin du XVIIe siècle. 
En 1983, l'ensemble agricole a été soumis à un régime de protection avec déclaration de restriction, en tant que patrimoine culturel. En 1988, les premiers travaux de restauration et de consolidation ont commencé uniquement sur le noyau central. Un deuxième lot de travaux de 1997 à 2000, ainsi que les activités de recherche menées avec d'importantes synergies entre organisations et universités (italiennes, françaises et allemandes) dans le cadre du programme financé par la Communauté économique européenne appelé Culture 2000, ont commencé à prendre de l'ampleur et redonner au compexe immobilier sa splendeur d'antan. 

### Le musée de Torre Alemania
Torre Alemanna, près les travaux de restauration, est devenu un musée de la céramique et un centre d'études international ,. En 2013, il faisait partie des 700 trésors artistiques ouverts au public lors du XXVIe Printemps du FAI (23 et 24 mars).
Des inscriptions en pierre, des emblèmes teutoniques et cardinales, des pavements et des découvertes archéologiques racontent l'histoire complexe du monument, dont la valeur inestimable est documentée par la très riche collection de céramiques, notamment celles de la Renaissance, et par de nombreuses découvertes qui font désormais partie de la collection permanente du musée.

## Architecture

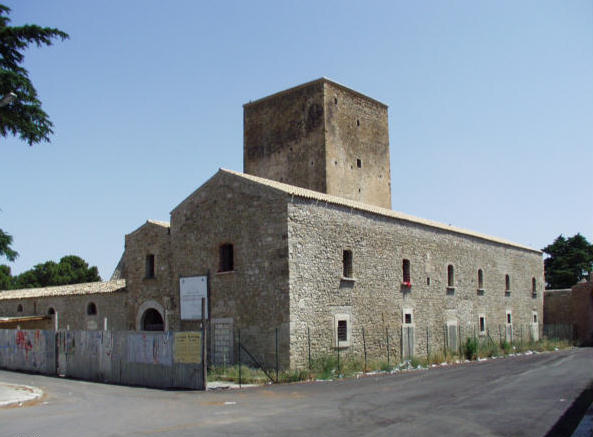
Fig.3:Vue générale du complexe

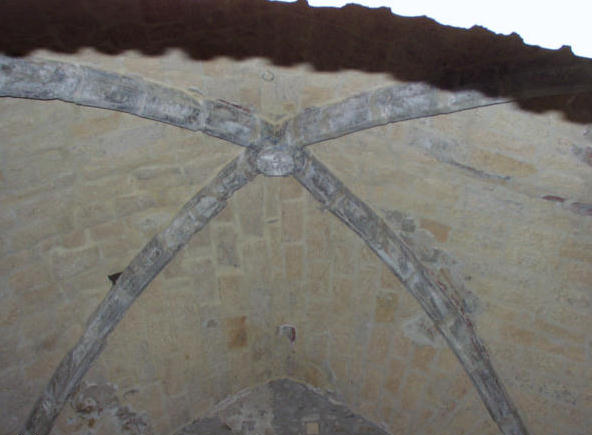
Fig.4:Vue de la croisée d'ogives

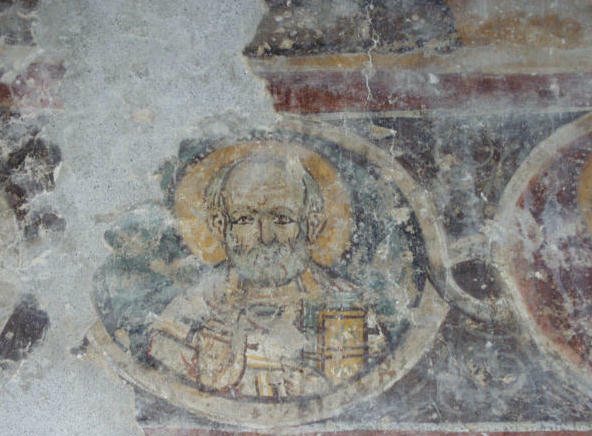
Fig.5:Fresque représentant San Nicolas

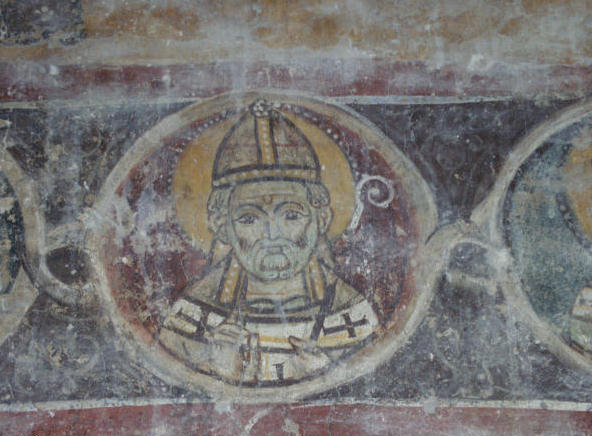
Fig.6:Fresque représentant un pape

Torre Alemanna apparaît aujourd'hui comme un complexe agricole équipé d'une tour de guet quadrangulaire d'environ 10 m de côté et 24 m de hauteur et d'une série de bâtiments construits au fil des siècles pour abriter de nombreuses utilisations prévues (résidentielles, productives et religieuses) (Fig.3). La salle du rez-de-chaussée de la tour, dont la hauteur s'étend jusqu'au niveau du 1er étage de l'ensemble, est couverte d'une croisée d'ogives (Fig.4) reposant sur quatre colonnettes aux chapiteaux gothiques en «crochet» .Elle est ornée de fresques sur trois côtés et caractérisée par un arc de triomphe sur le mur ouest, dont on a toujours cru qu'il s'agissait d'une chapelle préexistante, sur les murs de laquelle, convenablement doublée, la tour était érigée. La découverte des fresques (Fig.5-7), daté de la seconde moitié du XIIIe siècle, s'est produit lors des premiers travaux de restauration en 1989. Avec la poursuite des travaux (1997-2000), en effectuant des tests à l'intérieur des murs, on a effectivement constaté que les moulures de l'arc de triomphe (Fig.8) se transforment en maçonnerie vers l'ouest révélant qu'il s'agit en réalité du presbyterium de plan carré d'une église, probablement cistercienne, dont la nef est aujourd'hui reconnaissable dans la partie adjacente du côté ouest des fouilles effectuées en 2003 (Fig.9) dans le presbyterium lui-même ont révélé la préexistence d'une autre abside relative à une église encore plus ancienne. L'hypothèse est donc plausible que les chevaliers, étant entrés en possession du terrain, aient érigé une tour sur les restes d'une église, construisant, quelques décennies plus tard (XVIe siècle), une nouvelle église (qui existe encore aujourd'hui) dédiée d'abord à Santa Maria dei Teutonici, puis à San Leonardo.

## Galerie

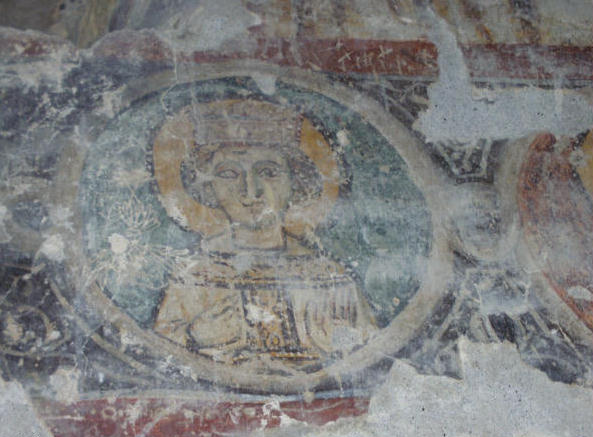
Fig.7:Une des fresques représentant des saintes vierges et des martyrs
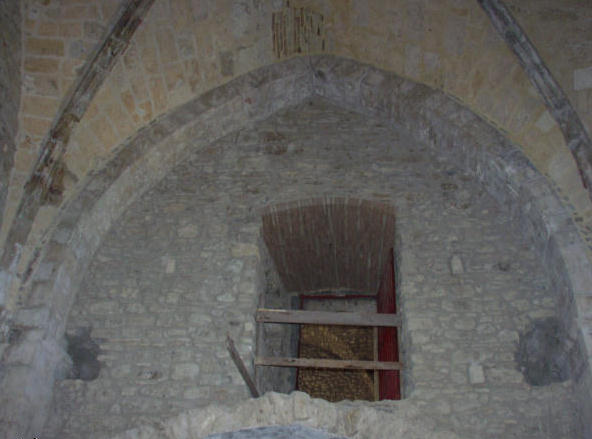
Fig.8:Vue de la tour depuis l' arc de triomphe de l'église précédente
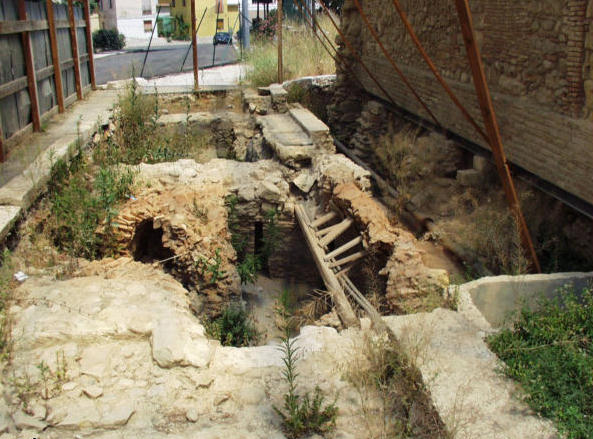
Fig.9:Zone archéologique découverte à proximité du complexe